# Cronus-Gletscher
Der Cronus-Gletscher ist ein 10 km langer und bis zu 5 km langer Gletscher an der Bowman-Küste des Grahamlands im auf der Antarktischen Halbinsel. Er fließt in nordwestlicher zum Bowman Inlet, das er zwischen den Calypso-Kliffs und dem Crabeater Point erreicht.
Trimetrogon-Luftaufnahmen entstanden am 22. September 1947 bei der US-amerikanischen Ronne Antarctic Research Expedition (1947–1948). Der Falkland Islands Dependencies Survey nahm im Dezember 1958 Vermessungen des Gletschers vor. Das UK Antarctic Place-Names Committee benannte ihn 1962 nach Cronus, dem Vater des Zeus aus der griechischen Mythologie.